# Cristian Javier Simari Birkner
Cristian Javier Simari Birkner (San Carlos de Bariloche, 4 ottobre 1980) è uno sciatore alpino argentino, tre volte portabandiera dell'Argentina ai Giochi olimpici invernali.

## Biografia
Cristian Javier Simari Birkner proviene da una famiglia di grandi tradizioni nello sci alpino: è nipote di Carolina, Magdalena, Ignacio e Jorge Birkner, fratello di Macarena e María Belén Simari Birkner e cugino di Jorge Birkner e Bautista Saubidet, tutti a loro volta sciatori alpini.

### Stagioni 1996-2001
Simari Birkner in South American Cup ha esordito l'11 agosto 1995 a Bariloche in slalom gigante, senza completare la prova, e ha ottenuto il primo podio il 15 agosto successivo a Cerro Catedral/Bariloche in slalom speciale (3º); ha debuttato ai Campionati mondiali a Sestriere 1997, dove si è classificato 47º nel supergigante, 26º nello slalom speciale, 21º nella combinata e non ha completato lo slalom gigante, e il 7 agosto dello stesso anno ha conquistato la prima vittoria in South American Cup, a Bariloche in slalom speciale.
Ha esordito in Coppa del Mondo il 14 dicembre 1998 a Sestriere in slalom speciale, senza qualificarsi per la seconda manche; ai successivi Mondiali di Vail/Beaver Creek 1999 si è piazzato 41º nel supergigante, 35º nello slalom gigante e non ha completato lo slalom speciale, mentre nella rassegna iridata di Sankt Anton am Arlberg 2001 è stato 41º nel supergigante e non ha completato lo slalom gigante e lo slalom speciale.

### Stagioni 2002-2009
Ha esordito ai Giochi olimpici invernali a Salt Lake City 2002: dopo esser stato portabandiera dell'Argentina durante la cerimonia di apertura, si è classificato 30º nello slalom gigante, 17º nello slalom speciale e non ha completato la discesa libera e la combinata. L'anno dopo ai Mondiali di Sankt Moritz 2003 si è piazzato 17º nello slalom gigante e 25º nello slalom speciale, mentre a quelli di Bormio/Santa Caterina Valfurva 2005 è stato 23º nello slalom gigante e non ha completato lo slalom speciale.
Ai XX Giochi olimpici invernali di Torino 2006 si è classificato 23º sia nello slalom gigante sia nella combinata, mentre non ha compeltato lo slalom speciale; ai Mondiali di Åre 2007 si è piazzato 30º nello slalom gigante, 17º nello slalom speciale e non ha completato la supercombinata e a quelli di Val-d'Isère 2009 è stato 25º nello slalom gigante e non ha completato lo slalom speciale.

### Stagioni 2010-2023
Ai XXI Giochi olimpici invernali di Vancouver 2010, dopo esser stato nuovamente portabandiera dell'Argentina durante la cerimonia di apertura, si è classificato 55º nella discesa libera, 34º nello slalom gigante, 26º nello slalom speciale e non ha completato la supercombinata. Ai Mondiali di Garmisch-Partenkirchen 2011 si è piazzato 42º nello slalom gigante, 29º nello slalom speciale e e non ha completato il supergigante e la supercombinata; nella successiva rassegna iridata, Schladming 2013, è stato 45º nella discesa libera, 57º nel supergigante, 41º nello slalom gigante, 30º nello slalom speciale e 22º nella combinata.
Ai XXII Giochi olimpici invernali di Soči 2014, dopo esser stato per la terza volta portabandiera dell'Argentina durante la cerimonia di apertura, si è classificato 47º nel supergigante, 40º nello slalom gigante, 29º nella supercombinata e non ha completato lo slalom speciale. Nelle stagioni successive ha disputato i Mondiali di Vail/Beaver Creek 2015 (43º nella discesa libera, 42º nel supergigante, 36º nello slalom gigante, 31º nello slalom speciale, 35º nella combinata), Sankt Moritz 2017 (45º nella discesa libera, 39º nello slalom gigante, 35º nella combinata, non ha completato lo slalom speciale), Åre 2019 (70º nello slalom gigante, 51º nello slalom speciale), Cortina d'Ampezzo 2021 (27º nello slalom gigante, 27º nello slalom speciale, 18º nella combinata) e Courchevel/Méribel 2023 (44º nello slalom speciale). È inattivo dal settembre del 2023.

## Palmarès

### Coppa del Mondo
- Miglior piazzamento in classifica generale: 138º nel 2012

### Coppa Europa
- Miglior piazzamento in classifica generale: 57º nel 2002
- 2 podi:
  - 2 terzi posti

### South American Cup
- Vincitore della South American Cup nel 2000, nel 2001, nel 2002, nel 2003, nel 2005, nel 2006, nel 2008, nel 2009, nel 2010, nel 2011, nel 2012, nel 2013, nel 2014 e nel 2020
- Vincitore della classifica di discesa libera nel 2008 e nel 2020
- Vincitore della classifica di supergigante nel 2006 e nel 2011
- Vincitore della classifica di slalom gigante nel 2000, nel 2001, nel 2002, nel 2003, nel 2005, nel 2006, nel 2008, nel 2009, nel 2011, nel 2012, nel 2014 e nel 2019
- Vincitore della classifica di slalom speciale nel 2000, nel 2001, nel 2002, nel 2005, nel 2006, nel 2008, nel 2009, nel 2010, nel 2011, nel 2012, nel 2013, nel 2014 e nel 2019
- 105 podi:
  - 65 vittorie
  - 25 secondi posti
  - 15 terzi posti

#### South American Cup - vittorie
| Data              | Località             | Paese     | Specialità |
| ----------------- | -------------------- | --------- | ---------- |
| 7 agosto 1997     | Bariloche            | Argentina | SL         |
| 13 agosto 1997    | Bariloche            | Argentina | GS         |
| 5 settembre 1997  | Las Leñas            | Argentina | GS         |
| 7 agosto 1999     | Cerro Catedral       | Argentina | GS         |
| 21 agosto 1999    | Antillanca           | Cile      | SL         |
| 22 agosto 1999    | Antillanca           | Cile      | SL         |
| 28 agosto 1999    | El Colorado          | Cile      | GS         |
| 6 agosto 2000     | Chapelco             | Argentina | GS         |
| 8 agosto 2000     | Bariloche            | Argentina | GS         |
| 10 agosto 2000    | Bariloche            | Argentina | GS         |
| 12 agosto 2000    | Bariloche            | Argentina | SL         |
| 18 agosto 2000    | Antillanca           | Cile      | SL         |
| 19 agosto 2000    | Antillanca           | Cile      | GS         |
| 24 agosto 2000    | Valle Nevado         | Cile      | GS         |
| 6 agosto 2001     | Chapelco             | Argentina | GS         |
| 6 settembre 2001  | Las Leñas            | Argentina | SL         |
| 7 settembre 2001  | Las Leñas            | Argentina | GS         |
| 4 agosto 2002     | Chapelco             | Argentina | GS         |
| 14 agosto 2002    | Cerro Catedral       | Argentina | GS         |
| 18 agosto 2002    | Antillanca           | Cile      | GS         |
| 6 agosto 2004     | Chapelco             | Argentina | GS         |
| 9 agosto 2004     | Cerro Catedral       | Argentina | GS         |
| 12 agosto 2004    | Cerro Catedral       | Argentina | SL         |
| 14 agosto 2004    | Cerro Catedral       | Argentina | SL         |
| 15 agosto 2004    | Cerro Catedral       | Argentina | GS         |
| 8 agosto 2005     | Chapelco             | Argentina | GS         |
| 10 agosto 2005    | Cerro Catedral       | Argentina | GS         |
| 6 settembre 2005  | Las Leñas            | Argentina | SL         |
| 8 settembre 2005  | Las Leñas            | Argentina | SG         |
| 8 settembre 2005  | Las Leñas            | Argentina | SG         |
| 9 settembre 2005  | Las Leñas            | Argentina | GS         |
| 6 agosto 2006     | Chapelco             | Argentina | GS         |
| 18 settembre 2006 | Cerro Catedral       | Argentina | SL         |
| 19 settembre 2006 | Cerro Catedral       | Argentina | GS         |
| 7 agosto 2007     | Ushuaia Cerro Castor | Argentina | GS         |
| 21 agosto 2007    | Cerro Catedral       | Argentina | GS         |
| 30 agosto 2007    | La Parva             | Cile      | DH         |
| 2 settembre 2007  | El Colorado          | Cile      | GS         |
| 9 agosto 2008     | Ushuaia Cerro Castor | Argentina | GS         |
| 11 agosto 2008    | Ushuaia Cerro Castor | Argentina | SL         |
| 18 agosto 2008    | Cerro Catedral       | Argentina | SL         |
| 20 agosto 2008    | Cerro Catedral       | Argentina | GS         |
| 29 agosto 2008    | La Parva             | Cile      | SC         |
| 30 agosto 2008    | La Parva             | Cile      | SL         |
| 21 agosto 2008    | El Colorado          | Cile      | GS         |
| 9 agosto 2009     | Ushuaia Cerro Castor | Argentina | SL         |
| 12 settembre 2009 | La Parva             | Cile      | SL         |
| 18 settembre 2009 | Antillanca           | Cile      | SL         |
| 18 settembre 2009 | Antillanca           | Cile      | GS         |
| 7 agosto 2010     | Ushuaia Cerro Castor | Argentina | GS         |
| 8 agosto 2010     | Ushuaia Cerro Castor | Argentina | SL         |
| 5 settembre 2010  | Nevados de Chillán   | Cile      | DH         |
| 8 settembre 2010  | Nevados de Chillán   | Cile      | SG         |
| 9 settembre 2010  | Nevados de Chillán   | Cile      | GS         |
| 3 agosto 2011     | Ushuaia Cerro Castor | Argentina | SL         |
| 20 agosto 2011    | Chapelco             | Argentina | GS         |
| 25 agosto 2012    | La Parva             | Cile      | SL         |
| 26 agosto 2012    | El Colorado          | Cile      | GS         |
| 9 agosto 2013     | Chapelco             | Argentina | GS         |
| 14 agosto 2013    | Cerro Catedral       | Argentina | SL         |
| 24 settembre 2015 | Ushuaia Cerro Castor | Argentina | SL         |
| 27 agosto 2018    | Las Leñas            | Argentina | GS         |
| 4 ottobre 2019    | Corralco             | Cile      | DH         |
| 4 ottobre 2019    | Corralco             | Cile      | DH         |
| 4 ottobre 2019    | Corralco             | Cile      | KB         |

Legenda:

DH = discesa libera

SG = supergigante

GS = slalom gigante

SL = slalom speciale

KB = combinata

SC = supercombinata

### Campionati argentini
- 35 medaglie:
  - 28 ori (slalom speciale nel 1998; slalom gigante, slalom speciale nel 2000; discesa libera, supergigante, slalom gigante, slalom speciale nel 2001; supergigante, slalom gigante, slalom speciale nel 2002; slalom speciale nel 2003; slalom speciale nel 2006; slalom gigante, slalom speciale nel 2007; slalom gigante, slalom speciale nel 2008; slalom gigante, slalom speciale nel 2009; slalom gigante, slalom speciale nel 2011; slalom gigante nel 2012; slalom gigante nel 2013; slalom gigante, slalom speciale nel 2014; slalom gigante nel 2015; slalom speciale nel 2017; slalom gigante nel 2019; slalom speciale nel 2023)
  - 5 argenti (slalom gigante nel 1996; slalom speciale nel 2012; slalom speciale nel 2018; slalom speciale nel 2019; slalom gigante nel 2020)
  - 2 bronzi (supergigante nel 1996; slalom speciale nel 2020)